# ایستگاه متروی شهدای هفتم تیر
ایستگاه متروی شهدای هفتم تیر با نام پیشین ایستگاه متروی هفت تیر یکی از ایستگاه‌های خط ۱ متروی تهران است که در میدان ۷ تیر تهران واقع شده‌است. در روز ۲۷ اسفند ۱۳۸۰ ایستگاه مربوط به خط ۱ و در روز ۲۷ اسفند ۱۴۰۱ ایستگاه مربوط به خط ۶ متروی تهران افتتاح شد.

## خطوط اتوبوسرانی
در حال حاضر خطوط ذیل از این محل برقرار می‌باشند:
- خط ۲۷۷ میدان هفتم تیر به بلوار نیکنام
- خط ۲۷۸ میدان هفتم تیر به پایانه (پارک سوار) شهید محلاتی
- خط ۲۹۷ میدان هفتم تیر به پایانه شهید افشار (پارک وی) از مسیر بزرگراه مدرس
- خط ۳۰۷ میدان هفتم تیر به میدان صنعت
- خط ۳۵۵ میدان هفتم تیر به پایانه آزادی
- خط ۳۵۹ میدان هفتم تیر به میدان راه‌آهن
- خط ۳۷۱ میدان هفتم تیر به پایانه متروی صادقیه

خطوط عبوری از این میدان عبارتند از:
- خط ۲۶۷ پایانه بیهقی به میدان انقلاب اسلامی
- خط ۳۰۴ سید خندان به پایانه امام خمینی
- خط ۳۱۴ خیابان معلم به میدان ولیعصر (عج)[۳]